# Saltimbanco
Saltimbanco (1992) is een rondreizende show van Cirque du Soleil gecreëerd door en in regie van Franco Dragone.
De show wordt door Cirque du Soleil beschreven als een feest, als een viering van het leven.
Volgens de ontwerpers van de show is Saltimbanco ontwikkeld als tegengif tegen het geweld en de wanhoop die de 20e eeuw kenmerkte.
Saltimbanco is doordrenkt van opgewektheid en geluk. Net zoals de andere shows van Cirque du Soleil bestaat deze voorstelling uit acrobatiek, zang en dans.
De naam betekent letterlijk: salt-im-banco, spring-over-de-bank.

In sommige oudere Nederlandse woordenboeken staat nog voor saltimbanque de omschrijving : kunstenmaker.
In nieuwere versies is het woord hieruit verdwenen.
Saltimbanco werd in 2003 opgevoerd in Oostende. In 1995, 1996 en 2002 stond de show in Amsterdam.
In 2007 is de show gestopt. Een paar maanden later kwam hij weer terug. Dit keer is de show echter gemaakt voor Arena's.